# Bay of Islands (zatoka na wschód od Sheet Harbour)
Bay of Islands – zatoka (ang. bay) w kanadyjskiej prowincji Nowa Szkocja, w hrabstwie Halifax, na wschód od zatoki Sheet Harbour; nazwa urzędowo zatwierdzona 10 września 1953.